# Cumbia Sobre El Mar
Pour les articles homonymes, voir Cumbia et mar.
Clip vidéo
[vidéo] « Trio Serenata - Cumbia Sobre el Mar (1962) », sur YouTube
[vidéo] « Fundación Rafael Mejía Romani - Cumbia Sobre El Mar », sur YouTube
[vidéo] « Quantic - Cumbia Sobre El Mar (2010) », sur YouTube
Cumbia Sobre El Mar (Marta la Reyna) (Cumbia sur la mer (la reine Marta) en français), est une chanson  de cumbia colombienne de 1962, de l'auteur-compositeur-interprète colombien Rafael Mejia Romaní, enregistrée avec son groupe Trio Serenata. Elle est un des plus importants succès internationaux de son répertoire,.

## Production

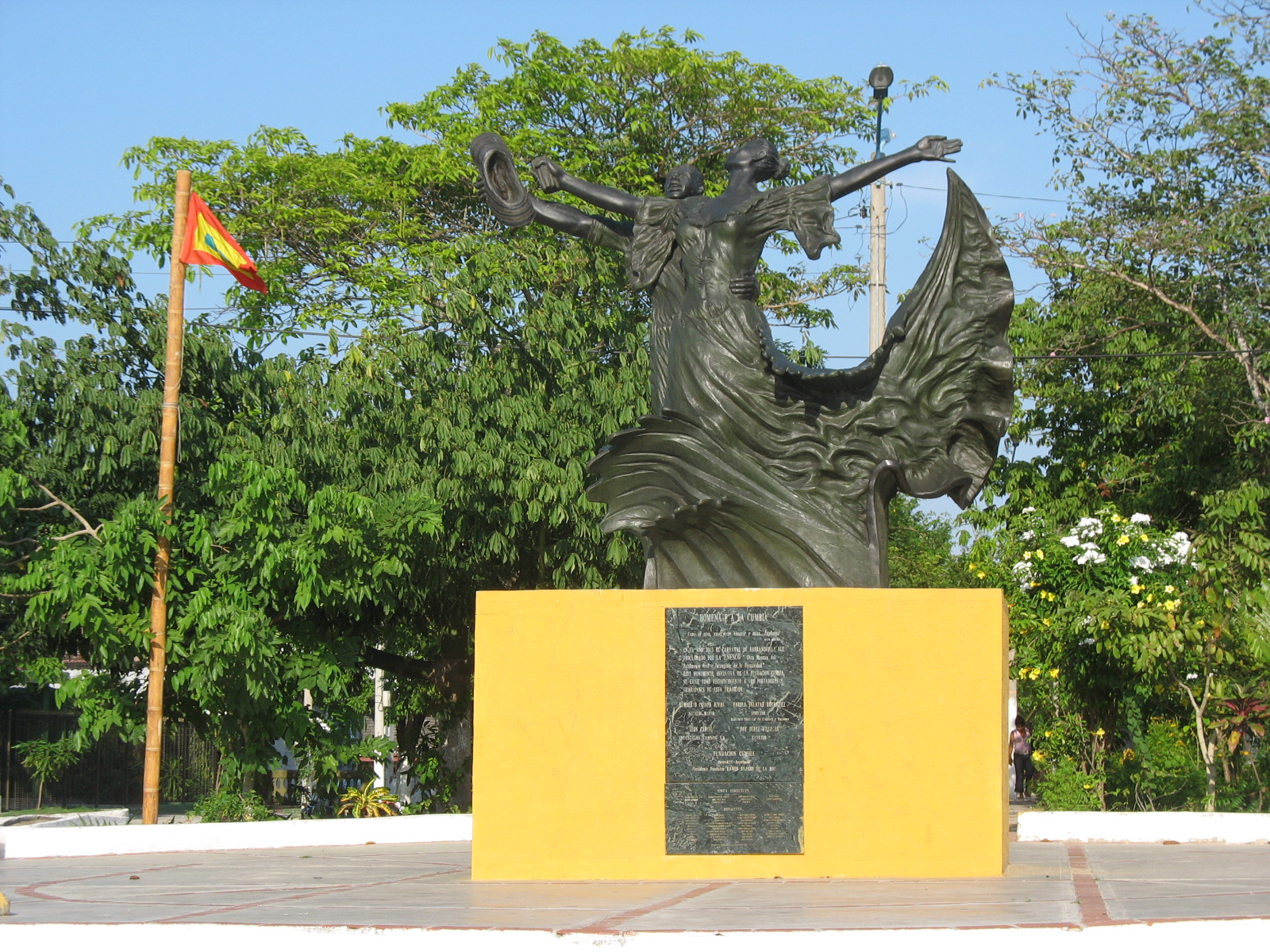
Monument à la cumbia de Barranquilla en Colombie.

Rafael Mejia Romaní (1920-2003) écrit et compose cette cumbia traditionnelle colombienne-caribéenne, joyeuse langoureuse et festive, pour Marta Ligia Restrepo González (surnommée la reine Marta) élue Miss Colombie 1962, et reine du Carnaval de Barranquilla 1963 « Et soudain il est venu, une reine attendue, c'était Marta, la reine, que mon esprit a rêvé, les palmiers chantaient, et là j'ai rêvé, que du ciel est descendu, un essaim d'étoiles, et la lune d'argent, et les vagues de la mer, avec sa lumière éclaboussée... »

## Reprises
Cette cumbia traditionnelle tropicale est reprise par de nombreux interprètes latinos-américains, dont en particulier Cuarteto Imperial (es) (1964), ou Will Holland (Quantic) pour son album Quantic presenta Flowering Inferno: Dog with a Rope, de 2010. 